# Le Dernier Manuscrit
Pour plus de détails, voir Fiche technique et Distribution.
Le Dernier Manuscrit (Az utolsó kézirat) est un film hongrois réalisé par Károly Makk, sorti en 1987.

## Fiche technique
- Titre original : Az utolsó kézirat
- Titre français : Le Dernier Manuscrit
- Réalisation : Károly Makk
- Scénario : Károly Makk, Zoltán Kamondi d'après le roman de Tibor Déry
- Décors : István Balogh
- Costumes : Emöke Csengey
- Photographie : János Tóth
- Montage : György Sívó
- Musique : László Vidovszky
- Pays de production : Hongrie
- Format : Couleurs - 35 mm
- Genre : comédie dramatique, romance
- Durée : 107 minutes
- Dates de sortie :
  - France : mai 1987 (Festival de Cannes 1987)
  - Hongrie : 19 novembre 1987

## Distribution
- Jozef Kroner : Nyáry György
- Aleksander Bardini : Relli bácsi alias Márk Aurél
- Eszter Nagy-Kálózy : Flóra
- Irén Psota : Nyáriné, Vica
- Béla Both : Franz
- Hédi Váradi : Emilia

## Distinction
- Festival de Cannes 1987 : sélection en compétition officielle